# 津嘉山バイパス

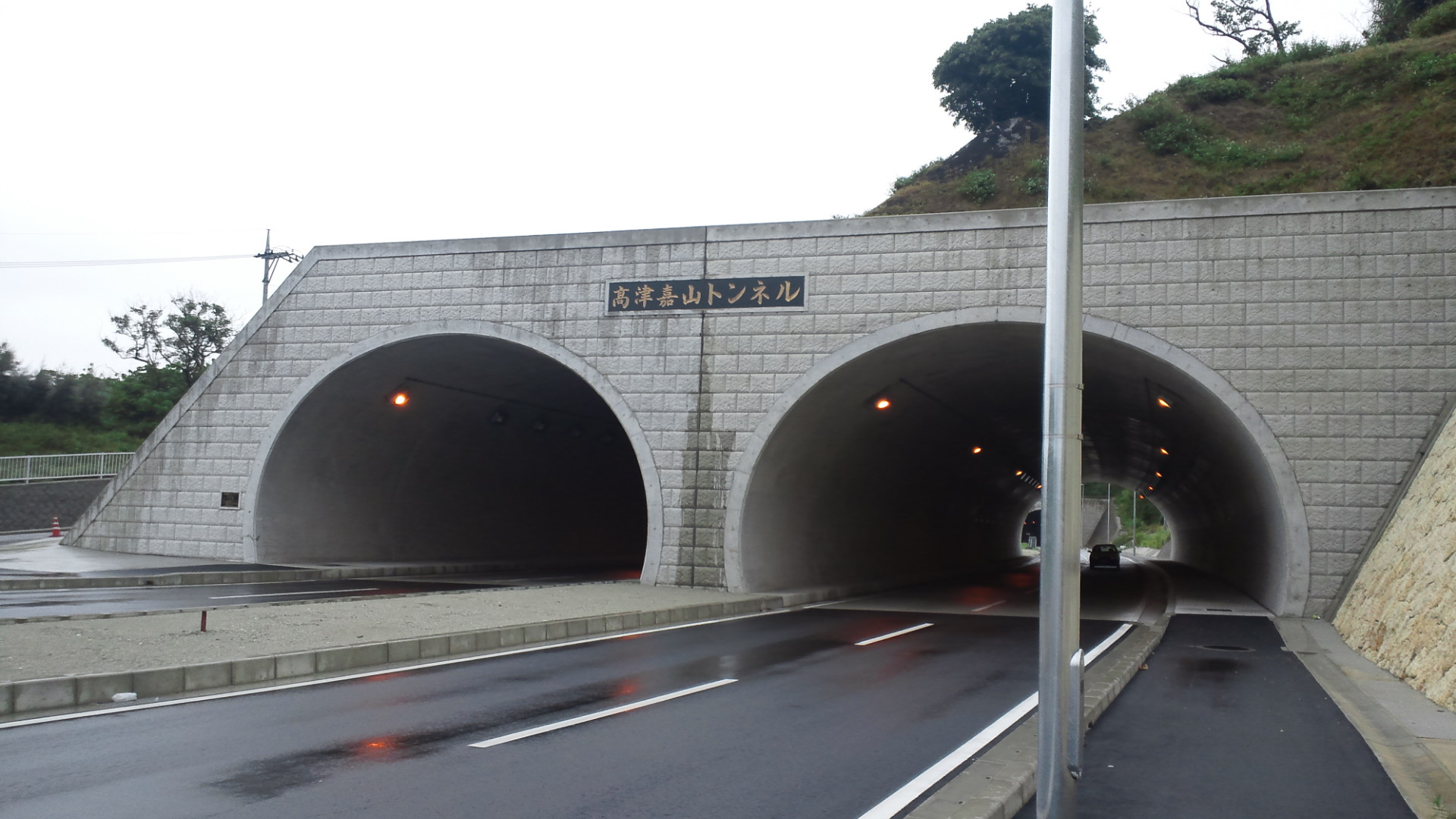
高津嘉山トンネル

津嘉山バイパス（つかざんバイパス）は沖縄県那覇市仲井真から島尻郡八重瀬町東風平までの国道507号のバイパスである。
この区間は南風原町津嘉山・那覇市国場間の交通量が多く、那覇市街や首里方面に向かう車で朝夕のラッシュ時を中心によく渋滞しており、その渋滞緩和のためと那覇空港自動車道南風原南ICと接続することで沖縄自動車道や那覇空港へのアクセス道路として建設された道路である。那覇市仲井真・八重瀬町屋宜原間は道路を新設、八重瀬町屋宜原・東風平間は現道を拡幅・改良することで整備することになっている。また一部インターチェンジ形式の立体交差で県道や町道を交差する道路もある。
当時主要地方道那覇具志頭線（県道76号）だった1990年に事業化・用地買収を始め、国道507号に昇格した1993年に着工しており、2000年6月に接続する那覇空港自動車道南風原南IC開通に合わせて南風原町山川・東風平町（現八重瀬町）屋宜原の2kmの区間が開通、2003年には南風原町山川～津嘉山の500mの区間、さらに2010年には那覇市仲井真～南風原町津嘉山の700mの区間がそれぞれ開通した。
また八重瀬町屋宜原・東風平北交差点の区間は現道を4車線に拡幅した上で整備されている（その際、屋宜原の部分は拡幅前はバイパスに接続する町道を暫定的に国道扱いで迂回していたが、拡幅工事でバイパスに優先道路とする交差点に大幅改良された）。
なお八重瀬町東風平・具志頭の区間は八重瀬道路として現道を4車線に拡幅することになっている。
2014年4月15日に全面開通した。

## 概要
- 区間・那覇市字仲井真（国道329号那覇東バイパス交点） - 島尻郡八重瀬町字東風平（東風平北交差点）
- 実延長・5.1km（うち3.2kmが供用している）
- 道路規格・第4種1級
- 設計速度・60km/h（制限速度は50km/h、現道拡幅部分のみ以前は40km/hだった）
- 車線数・4車線

## 通過自治体
- 那覇市-島尻郡南風原町-島尻郡八重瀬町

## 交差する道路
- 国道329号那覇東バイパス（那覇市仲井真）
- 沖縄県道128号線（南風原町津嘉山）
- 那覇空港自動車道（国道506号・南風原町山川）
  - 南風原道路、豊見城東道路
  - 南風原南インターチェンジ
- 沖縄県道82号那覇糸満線（同）
- 沖縄県道86号南風原知念線（同・県道82号と重複）
- 沖縄県道48号線（南風原町神里・インターチェンジ形式の立体交差）
- 沖縄県道77号糸満与那原線（八重瀬町東風平）